# 航天

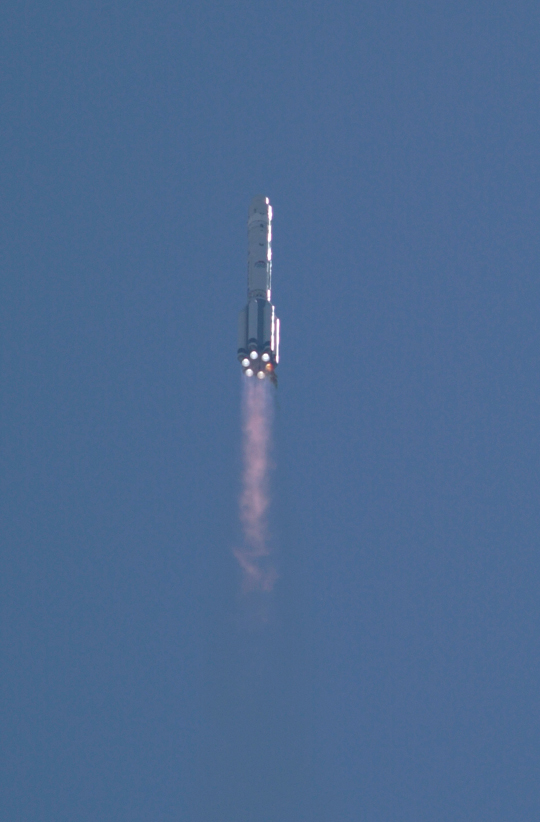
2000年质子号运载火箭載運星辰号服务舱前往国际空间站

航天（英語：Spaceflight）是通过探測器、人造衛星等航天器在太空或地外天體的活動所完成的对外层空间有关领域的研究、探索与开发。通常来说，太阳系内的人为航行活动在中国大陸一般稱为“航天”，太阳系外的航行活动則被称为“航宇”或“宇航”；而臺灣用語則通常用“航太”泛指太空範圍的飛航活動。
按航天器探索、开发和利用的对象划分，航天包括环绕地球的运行、飞往月球的航行、飞往太阳系内其他行星及其卫星的航行、星际航行（行星际航行、恒星际航行）。按航天器与探索、开发和利用对象的关系或位置划分，航天飞行方式包括飞越（从天体近旁飞过）、绕飞（环绕天体飞行）、着陆（降落在天体上面）、返回（脱离天体、重返地球）。
执行军事任务（具有军事目的）的航天活动，称为军用航天；执行科学研究、经济开发、工业生产等民用任务（具有非军事目的）的航天活动，称为民用航天；执行商业合同任务（以营利为目的）的航天活动，称为商业航天。有人驾驶航天器的航天活动，称为载人航天；没有人驾驶航天器的航天活动，称为不载人航天。
航天的主要目的是太空探索，其商业用途主要是卫星通讯，也有近来兴起的太空旅游。其他非商用的用途包括星空观测，间谍卫星和地球观测。

## 历史
可行的太空旅行的方案可以追溯到康斯坦丁·齐奥尔科夫斯基，他最著名的作品——""（《利用反作用力设施探索宇宙空间》）发表于1903年，他最早从理论上论证多级火箭可以克服地心引力进入太空，但当时这份理论著作没有在苏联以外产生广泛影响。
航天成为可行工程始于1919年，罗伯特·戈达德发表了论文《到達超高空的方法》；其中把拉伐尔喷管应用到液態火箭發動機，其足够的动力使星际旅行成为可能。他还在实验室中证明了火箭可以在真空空间工作，但当时没有得到普遍认同。这篇论文对后来航天工程的关键人物极具影响，其中包括赫尔曼·奥伯特和沃纳·冯·布劳恩。
1944年6月，德国的V-2火箭在一次飞行测试达到189 km的高度，这是第一枚到达太空的火箭。
1957年10月4日，苏联发射史泼尼克1号，它是第一颗进入地球轨道的人造卫星。
1961年4月12日，東方一號承载苏联宇航员尤里·加加林进行环绕地球轨道一次，这是首次载人航天。東方一號是由謝爾蓋·科羅廖夫與克里姆·阿利耶维奇·克里莫夫所設計的
火箭目前依然是到达太空的唯一实际手段。超音速燃燒冲压发动机等其他非火箭运载技术仍远低于轨道速度。

## 航天的開始阶段

### 发射

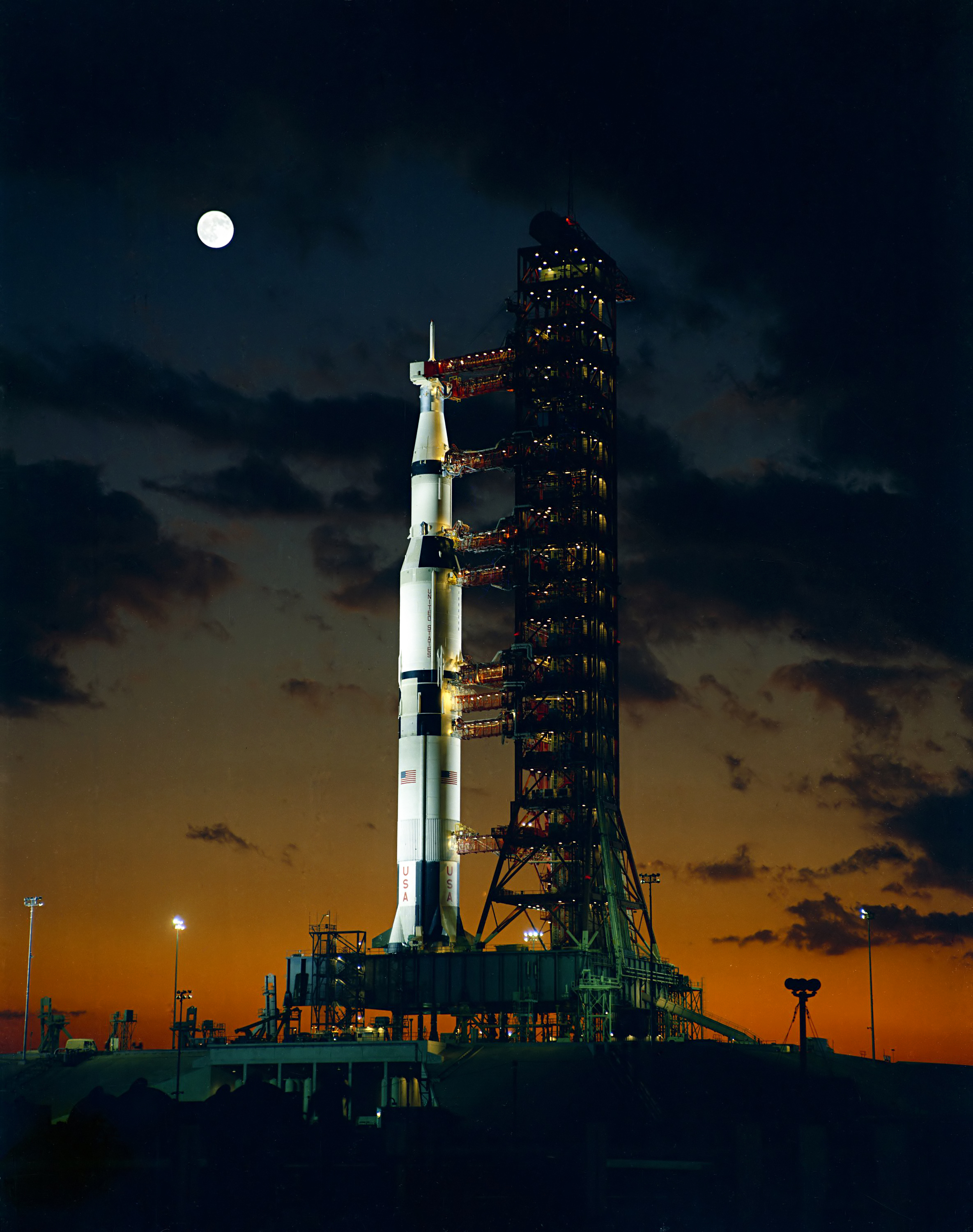
阿波罗4号发射前的在发射台上的土星5号运载火箭

火箭的发射通常在发射场上，场区内有整套试验设施与设备，用以装配、储存、检测和发射航天器，测量飞行轨道，发送控制指令，接收和处理遥测信息。出于噪音和安全方面的原因，发射场选在远离人类居住的地方。航天发射场多数由导弹实验靶场改造而成，他们的组成设备和功能基本相同。
发射通常受一定的發射窗口限制。这些窗口取决于天体的位置和相对于发射场的轨道。影响最大的往往是地球的自转。一经发射，轨道通常在一个相对固定的平面上，该平面与地球轴成一固定角度，而地球在这个轨道上旋转。
发射台是一个用于发送飞行器的固定的结构。通常包括发射塔和火焰沟槽。并由竖立，燃料，稳定运载火箭等装置包围。

### 到达太空
国际航空联合会定義在100公里的高度為卡門線，高于此线就是太空。
火箭是目前到达太空唯一的可行手段。常规飞机发动机不能达到缺乏氧气的空间。火箭发动机排出推进剂提供前向推力，产生足够的加速度进入轨道。针对不同应用的推进系统包括：
- 一次性使用运载系统
- 单级入轨

对于载人发射系统通常会安装发射逃逸系统,用于在发生灾难性故障的情况下让宇航员逃生。

#### 其他方法
一种部分或全部的采用火箭发动机外的其他推进方式的航天发射方式。

## 航天到达太空阶段

### 航天飞行的速度要求

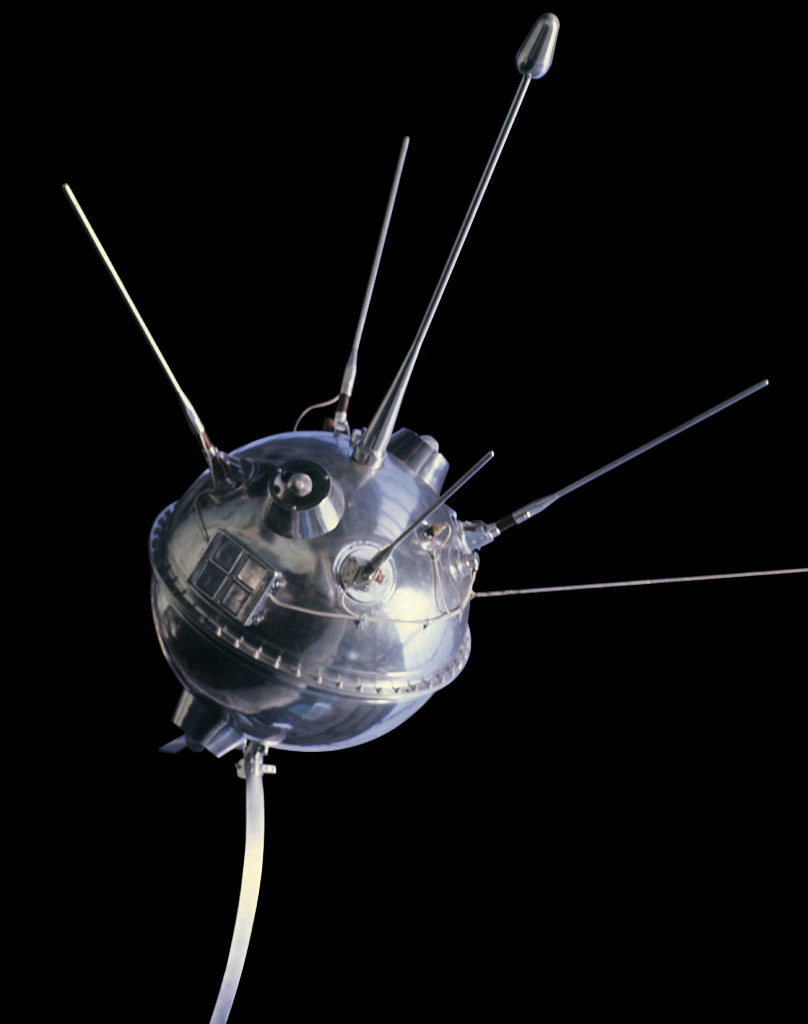
发射于1959年的月球1号是首个达到第二宇宙速度的人造物体. 图为博物馆复制品照片

宇宙速度是物體從地球出發，在天體的重力場中運動，四個較有代表性的初始速度的統稱。航天器按其任務的不同，需要達到這四個宇宙速度的其中一個。
第一宇宙速度
第一宇宙速度又稱為環繞速度，是指在地球上發射的物體繞地球飛行作圓周運動所需的最小初始速度。若在150千米的飛行高度上，其環繞速度為7.8千米/秒。
第二宇宙速度
第二宇宙速度，亦即地球的逃逸速度，是指在地球上發射的物體擺脫地球引力束縛，飛離地球所需的最小初始速度。若航天器已到達近地軌道的高度，航天器的脫離速度約為10.9千米/秒。
第三宇宙速度
第三宇宙速度，亦即太陽的逃逸速度，是指在地球上發射的物體擺脫太陽引力束縛，飛出太陽系所需的最小初始速度。本來，在地球軌道上，要脫離太陽引力所需的初始速度為42.1千米/秒，但地球繞太陽公轉時令地面所有物體已具有29.8千米/秒的初始速度，故此若沿地球公轉方向發射，只需在脫離地球引力以外額外再加上12.3千米/秒的速度。
第四宇宙速度
第四宇宙速度是指在地球上發射的物體擺脫銀河系引力束縛，飛出銀河系所需的最小初始速度。但由於人們尚未知道銀河系的準確大小與質量，因此只能粗略估算，其數值在525千米/秒以上。而實際上，仍然沒有航天器能夠達到這個速度。

### 航天动力学
航天动力学是研究航天器和运载器在飞行中所受的力及其在力作用下的运动的学科，其中主要是对引力和推进作用的研究。航天动力学的研究可以使航天器不需要额外的推进剂而准时到达目的地。
非火箭轨道推进方法包括太阳帆、磁化帆，和使用重力弹弓效应。

## 航天返回阶段

### 再入

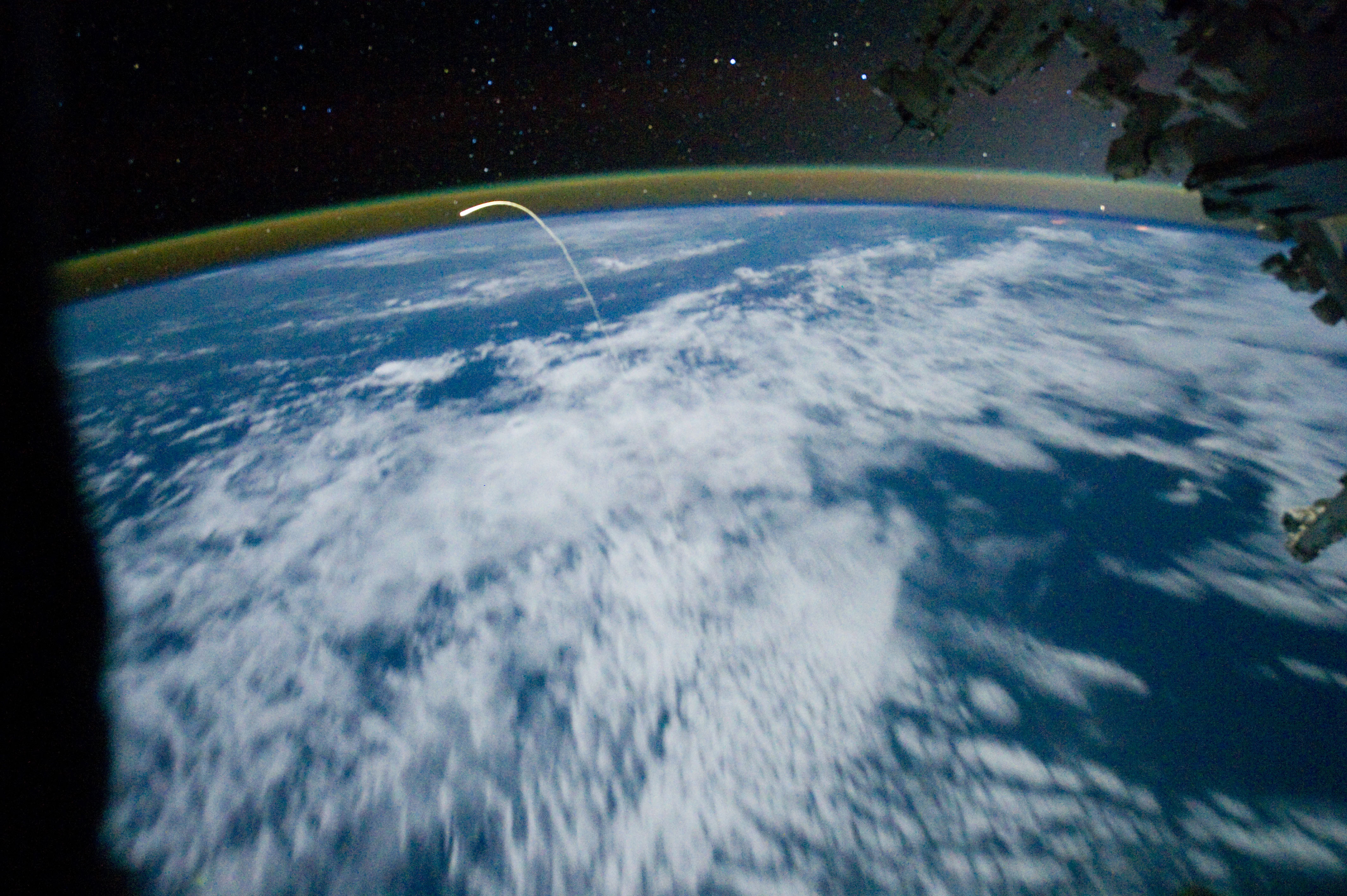
航天器再入时的电离气体痕迹

由于在目前的技术条件下返回大气层时航天器的速度极高，因此非破坏性返回的过程一般需要有特殊的措施来保护航天器避免受到气动加热和震动、冲击等损害。再入原理由Harry Julian Allen提出.而從原理中顯示，鈍形隔熱板效率最佳，因為返回式航天器的摩擦熱與阻力係數成反比，即阻力愈大，熱負荷愈低。

### 着陆
航天器下降到约15km的高空，速度已减少到亚音速。为了保证安全着陆，需要采取进一步的减速措施。弹道式再入航天器常采取降落伞作为着陆减速手段。

### 回收

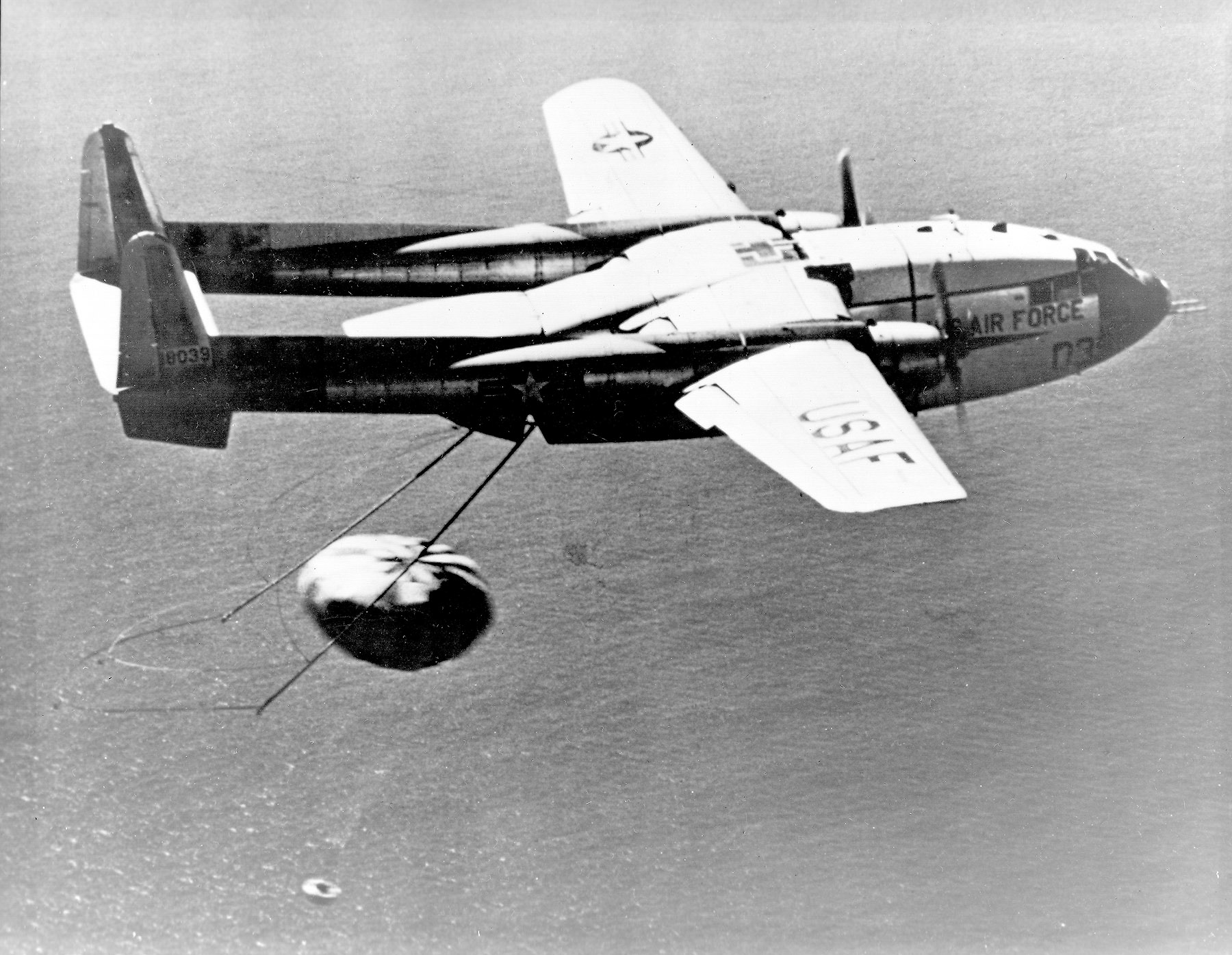
由C-119飞机回收发现者14

着陆成功后的航天器，其乘员和货物可以回收。在某些情况下，航天器降落时就可以回收：当航天器还在降落伞下降落，它可以通过特殊设计的飞机回收。这种半空回收技术用于间谍卫星的回收。

## 航天活动分类

### 载人航天

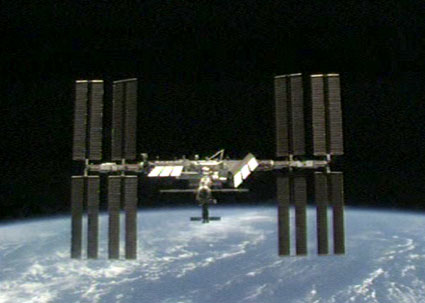
STS-119组员访问后的国际空间站.

载人航天是由宇航员执行的太空探索，可以由单人或多人执行。载人航天需使用载人航天器进行。
历史上首次载人航天任务是发射于1961年4月12日的东方1号，苏联宇航员尤里·加加林在环绕地球轨道一周后安全返回地球。1963年6月16日，苏联宇航员瓦莲京娜·捷列什科娃执行东方6号任务时成为了第一名进入太空的女性。1966年，美国的双子星11号创造了最高地球轨道记录，飞行高度达1374千米。发射和修理哈勃太空望远镜的两次航天飞机任务也曾达到600千米左右的飞行高度。2003年，中國的神舟五號宇航员杨利伟，成功围绕地球十四圈，中國為第三個成功進行载人航天的國家。
到今天为止，载人航天飞行目标在地球轨道之外的任务只限于月球，尽管月球本身也是地球的卫星。第一次去月球的载人任务阿波罗8号中，三位宇航员曾进入月球轨道。阿波罗10号第二次环绕了月球，在月球轨道进行了登月航天器的测试。

### 人造卫星
人造衛星是由人類建造的航天器的一种，也是数量最多的一种。人造卫星以太空飛行載具如运载火箭、太空梭等發射到太空中，像天然衛星一樣環繞地球或其它行星运行。

### 太空探索
太空探索是指以物理手段探索地球以外物体以及探索太空时涉及到的任何技术, 科学政策。人类历史上最著名并最有影响力的一次太空探索是在冷战美苏太空竞赛期间第一个人类成功踏上月球。

### 太空旅游
太空旅游指非以執行任務（例如進行實驗或工作）為目的，而搭乘太空船參與太空飛行。在蘇聯解體後，由於太空船的操作成本極大，同時要付給哈薩克拜科努爾太空中心地租與使用場地費，俄國為籌措經費，開放了民間金錢贊助，報酬即為可讓贊助者搭乘太空船進入太空，因此大多數太空遊客為支付大筆費用的億萬富翁。由於NASA的太空任務僅供國際專門科研之用，故現今太空旅遊仍以俄國為主。

## 航天器与发射系统

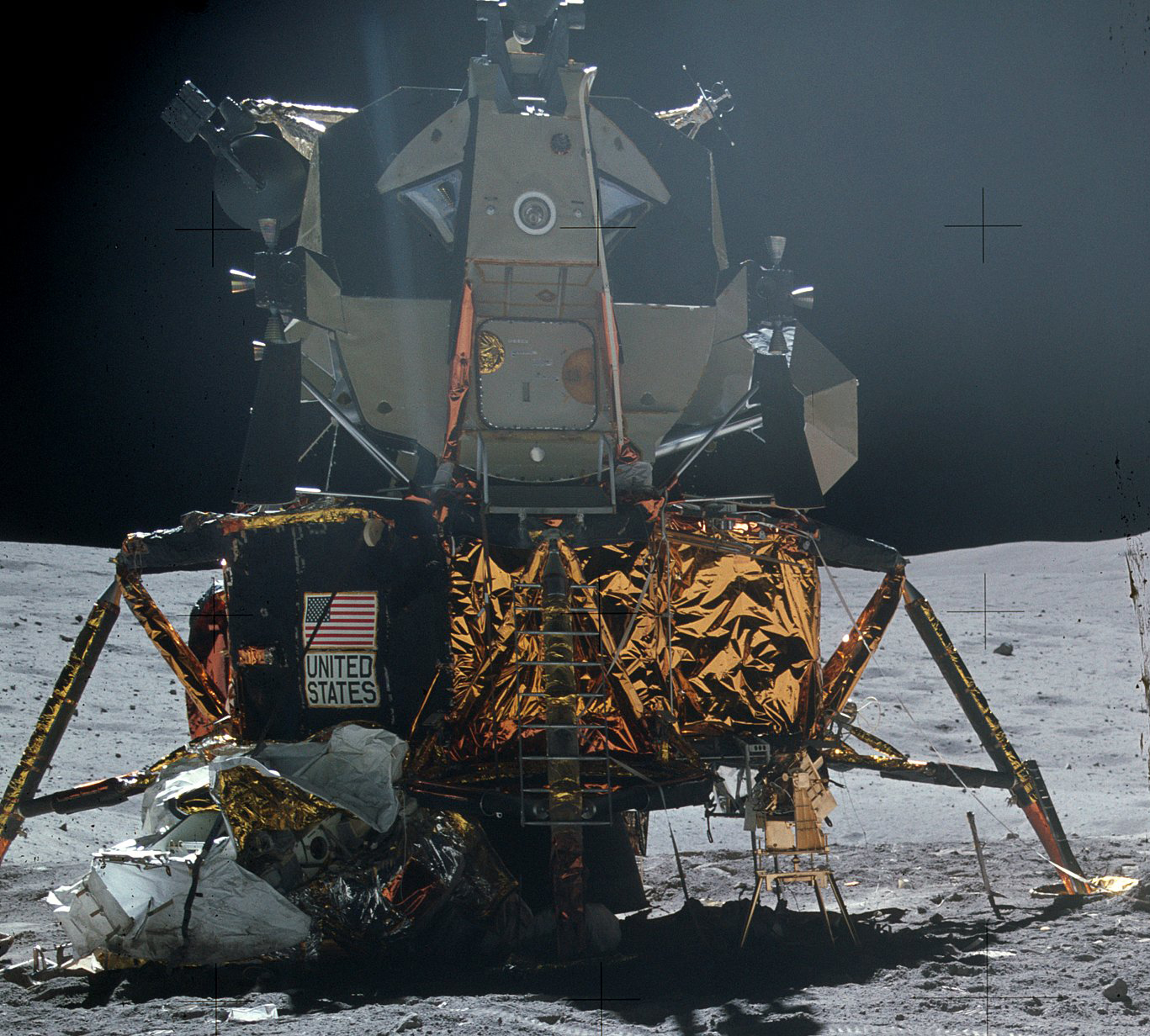
阿波罗登月舱在月球表面

航天器是指在地球大气层以外的宇宙空间中，基本按照天体力学的规律运动的各种飞行器。航天器与自然天体的不同之处在于其可以受控改变其运行轨道或进行回收。常见的航天器包括人造卫星、空间探测器、航天飞机和各种空间站等。航天器要完成其任务必须具备发射场、运载器、航天测控系统、数据采集系统、用户站台以及回收设施等的配合。

### 航天器推进
航天器推进技术分为入轨和在太空机动。目前入轨推進方式都是採用化学燃料火箭发动机，而在太空中机动则可使用火箭发动机和離子推進器。其他构想中的技术包括组合循环推进系统和非火箭航天发射等。

### 发射系统
发射系统用于将有效载荷从地球表面运送到外层空间。

#### 一次性使用
一次性使用运载系统使用一次性的运载火箭把载荷发射入太空。顾名思义，一次性的运载火箭火箭只使用一次，火箭的各部件发射后不会被回收并用于其他的发射。由于现今的运载火箭都是一次性的，所以一次性的运载火箭也可以简称为运载火箭。运载火箭一般由多節火箭串联而成，在火箭飞行逐级使用并逐级抛弃。

#### 可重复使用

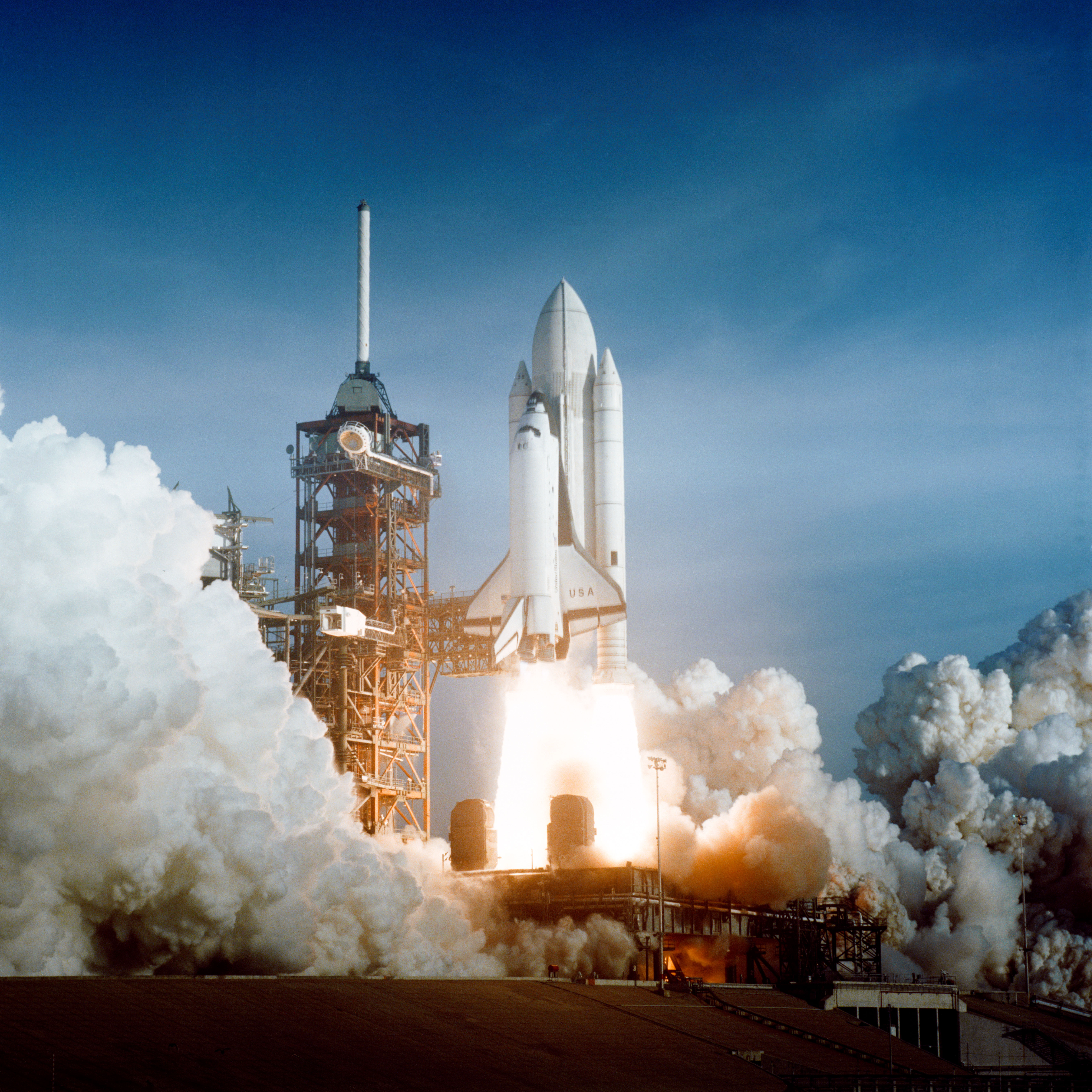
STS-1任务中发动机点火后的哥伦比亚号航天飞机

指能夠部分或全部回收火箭部件，並重複使用的發射系統。到目前為止，各國已飛行了幾種可完全重用的次軌道飛行系統和可部分重用的軌道飛行系統。

## 挑戰

### 航天器災難
為了讓航天器進入軌道，所有的运载火箭都包含了大量的燃料，因此存在能量突然大量釋放的風險，而且可能會造成災難性的影響。像德尔塔-2运载火箭在1997年1月17日在起飛後13秒爆炸，當時16公里外的商店橱窗有因爆炸影響而破裂。
航天器內是個較可以預期的環境，但仍然有意外的卸壓或設備（尤其是新開發導入的設備）失效的可能性。
2004年時国际太空安全促进协会在荷蘭成立，目的在促進在航天系統安全上的跨國合作及科學研究。

### 失重

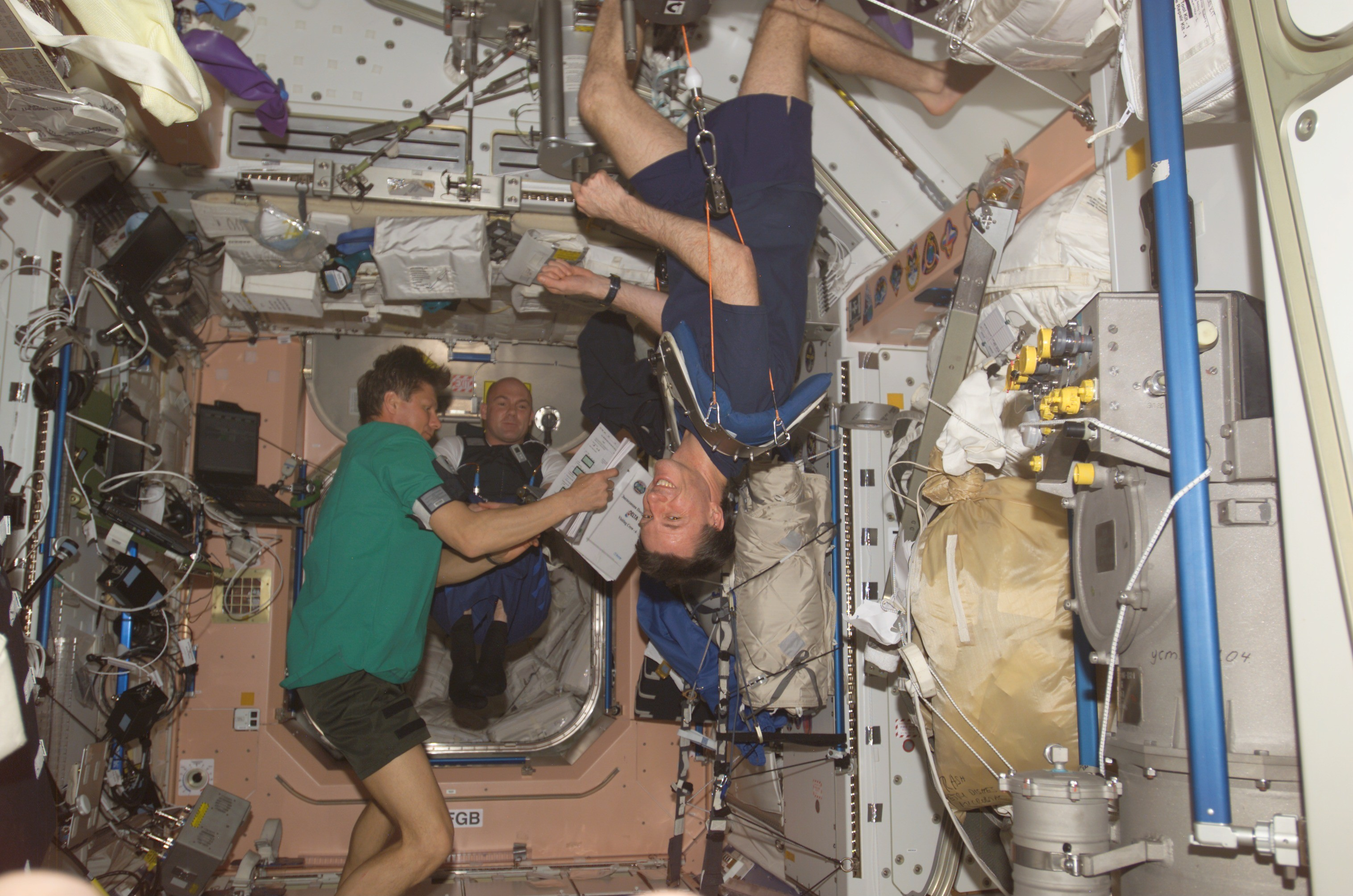
國際太空站上的太空人失重

在微重力的環境中（例如在地球軌道的太空船中），太空人會體驗到失重的情形。短暫的失重會造成航天微重力症候群，是因為前庭系統的紊亂引起的噁心症狀。長時的失重會造成一些健康上的問題，最明顯的是骨質流失，而且可能有部份是永久性的，微重力也會造成肌肉及心血管組織的顯著機能失調。

### 輻射
只要離開大氣層後，就會有來自范艾伦辐射带、太陽光及宇宙線的輻射。
在遠離地球之後，太陽的閃焰會在數分鐘達到致命的輻射劑量，而且在暴露在宇宙線十年或更長時間下，癌症的可能性會顯著的增加。

### 維生系統
在載人航天飛行器中，生命保障系统是指一組可以讓人在外太空可以生存的設備。NASA會用「環境控制及生命保障系统」的詞語，或是其簡稱ECLSS來描述載人航天飛行器中的生命保障系统。生命保障系统會提供：水、空氣及食物，也會讓體溫維持在正常的溫度，讓身體的壓強在可承受的範圍內，並且處理人體的排泄物。生命保障系统也可能要隔絕像輻射及陨石微粒等外來影響。生命保障系统中的設備都屬於生命攸關系統，需依照安全工程的技術來設計及構建。

### 太空天气

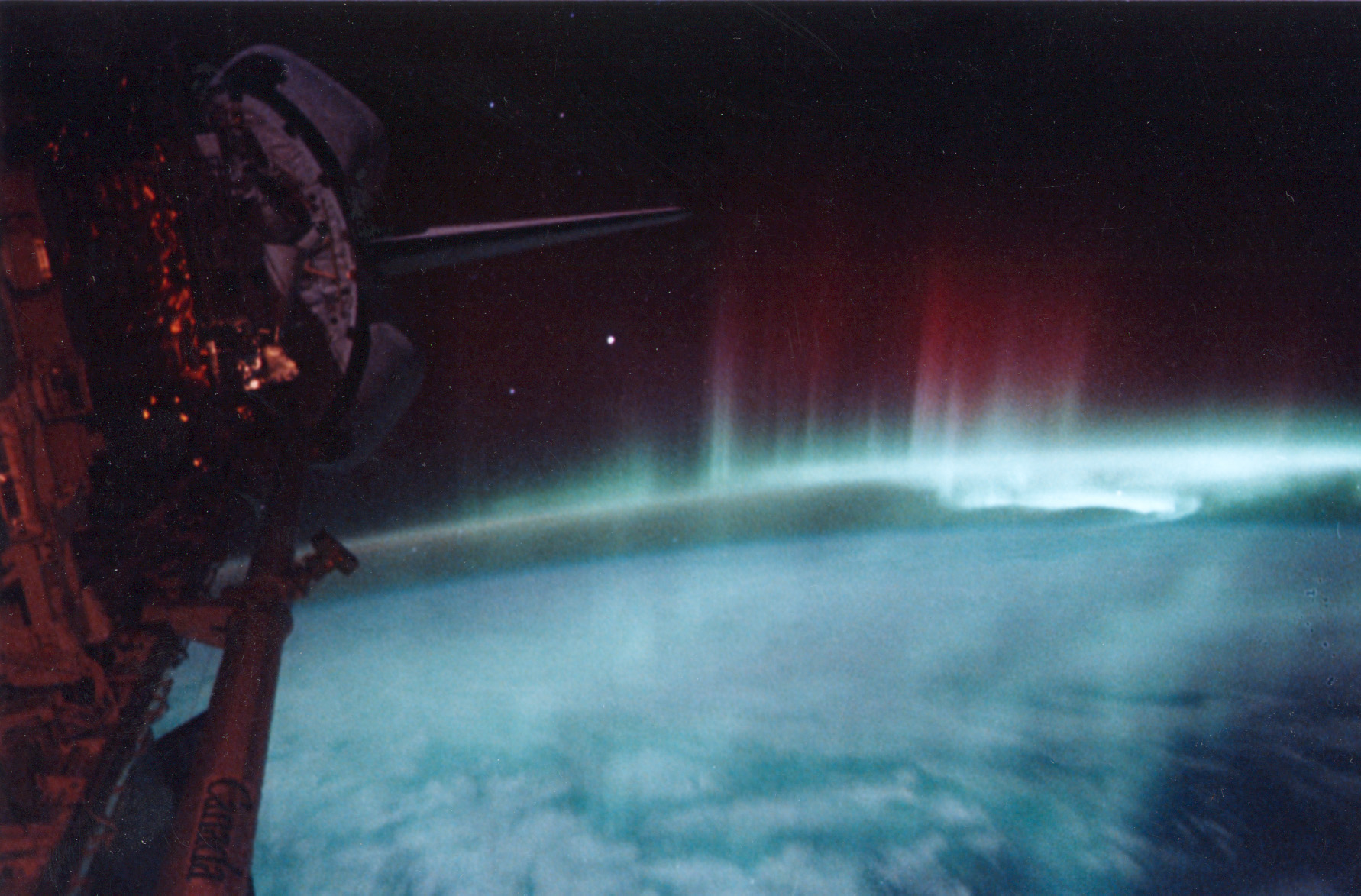
极光和“发现号”（1991年5月）

太空天氣在一些领域對太空探索和發展有深遠的影響。不斷變化的地磁條件可以造成大氣密度的急劇改變，造成低地球軌道上太空船高度的墮落。由於太陽活動增強產生的地磁風暴可能導致航天飞行器上的感应器暫時失常，或是干擾到飞行器上的電子儀器。此外，磁暴也會影響到在高緯度上常態飛行的飛機，使受到的輻射總量增加。很好的了解太空環境状况對設計太空船的遮罩和載人太空船的生命支援系統也是很重要的。

### 引用
1. ↑  . www.yicai.com.   [2022-01-05]. （原始内容存档于2022-01-07）.
2. ↑  褚桂柏 2002，第2頁.
3. ↑  "The V2 and the German, Russian and American Rocket Program" （页面存档备份，存于）, C. Reuter. German Canadian Museum. p. 170. ISBN 978-1-894643-05-4, ISBN 978-1-894643-05-4.
4. ↑  Peter Bond, Obituary: Lt-Gen Kerim Kerimov, The Independent, 7 April 2003.
5. ↑  褚桂柏 2002，第15頁.
6. ↑  褚桂柏 2002，第358頁.
7. ↑  . Nssdc.gsfc.nasa.gov.   [2018-03-16]. （原始内容存档于2012-03-17）.
8. ↑  褚桂柏 2002，第93頁.
9. ↑  ,谢础, 贾玉红, 黄俊, 吴永康. . 北京航空航天大学出版社. 2008: 7, 8. ISBN 978-7-81124-428-1.
10. ↑  . Tech.qq.com.   [2018-03-16]. （原始内容存档于2020-06-07）.
11. ↑  . CNN.   [2013-10-12]. （原始内容存档于2009-04-23）.
12. ↑  . Congrex. European Space Agency.   [2009-01-03]. （原始内容存档于2012年7月24日）.
13. ↑  Super Spaceships （页面存档备份，存于）, NASA, 16 September 2002, Retrieved 25 October 2011.
14. ↑  . NASA.   [2013-10-12]. （原始内容存档于2008-09-21）.
15. ↑  Mertens, Christopher.  (PDF). Space Policy Institute Workshop on Space Weather, Aviation, and Spaceflight. 2008-01-11  [2008-04-27]. （原始内容 (PDF)存档于2008-05-28）.